# Sun Caged
Sun Caged foi uma banda de metal progressivo dos Países Baixos formada em 1999, tendo ecerrado as atividades e 2014.
Em 2016, o guitarrista Marcel Coenen foi escalado para participar do novo álbum do Ayreon, The Source.

## Integrantes
- Marcel Coenen - guitarras
- Roel Van Helden - bateria
- Roel Vink - baixo
- Rene Kroon - teclados
- Paul Adrian Villarreal - vocais e guitarra

## Discografia
- Sun Caged (2003)[3]
- Artemisia (2007)
- The Lotus Efect (2011)